# پوست فلزی
پوست فلزی (به انگلیسی: Metal Skin) فیلمی محصول سال ۱۹۹۴ و به کارگردانی جفری رایت است. در این فیلم بازیگرانی همچون ادن یونگ، تارا موریس، نادین گارنر و بن مندلسون ایفای نقش کرده‌اند.